# Leiosauridae
Leiosauridae é uma família de répteis escamados pertencentes à subordem Sauria.

## Taxonomia
- Família Leiosauridae
  - Sub-família Leiosaurinae
    - Gênero Diplolaemus
    - Gênero Leiosaurus
    - Gênero Pristidactylus

  - Sub-família Enyaliinae
    - Gênero Anisolepis
    - Gênero Enyalius
    - Gênero Urostrophus